# アレックズ・ジョンソン
アレックズ・ジョンソン（Alexz Johnson、1986年11月4日 - ）は、カナダの女優。

## 出演作品
- どこかでなにかがミステリー シーズン3
- リスナー 心を読む青い瞳 シーズン2
- ヘイヴン -謎の潜む町- シーズン2
- ヤング・スーパーマン シーズン8
- ファイナル・デッドコースター（エリン）